# Loch Vaa
Loch Vaa är en sjö i Storbritannien. Den ligger i kommunen Highland och riksdelen Skottland, 700 km norr om huvudstaden London. Loch Vaa ligger 236 meter över havet. I omgivningarna runt Loch Vaa växer i huvudsak blandskog.